# 신나무
신나무(Acer ginnala)는 한국, 일본, 중국, 몽골 등에 분포하는 낙엽소교목이다. 키는 8m 정도까지 자라고, 흑갈색을 띠는 나무껍질은 세로로 갈라진다. 잎은 마주나며 잎 가장자리에는 톱니가 있다. 꽃은 가지 끝에서 황백색으로 피며, 향기가 난다. 9월에 익는 열매에는 날개가 달려 있다. 단풍이 매우 아름답기 때문에 조경수로 많이 심는다. 줄기와 잎은 염료 재료로 사용하고, 목재는 가구재로 이용한다. 나무껍질은 한방에서 눈병 치료제로 쓴다.
신나무는 단풍나무과로 옛날에는 '싣나모'이라 불리던 나무이다. 중국에서는 신나무를 풍수라 한다. 다른 이름으로는 색목이 있는데, 이는 염료로 쓰이는 나무라는 뜻에서 유래된 것이다. 북한에서는 시닥나무라고 부른다.
학자에 따라서는 Acer tataricum의 아종으로 보기도 한다.